# Визовая политика Казахстана

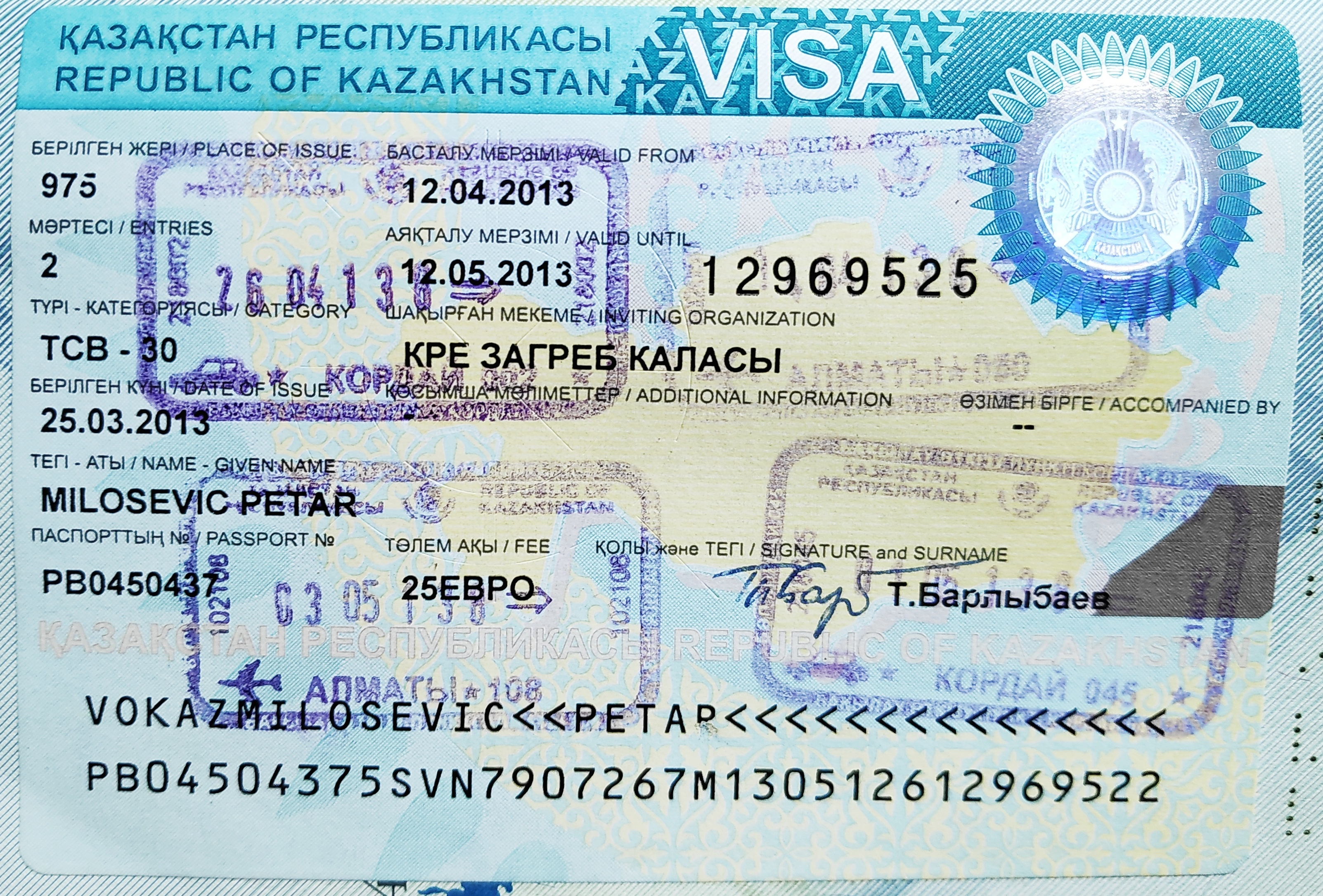
Казахстанская виза со штампами о въезде пункта пропуска Алматы и Кордай.

Лица, желающие посетить Казахстан, должны получить визу в одной из дипломатических миссий Казахстана, за исключением тех, кто приезжает из страны, освобожденной от визовых требований.

## Источники

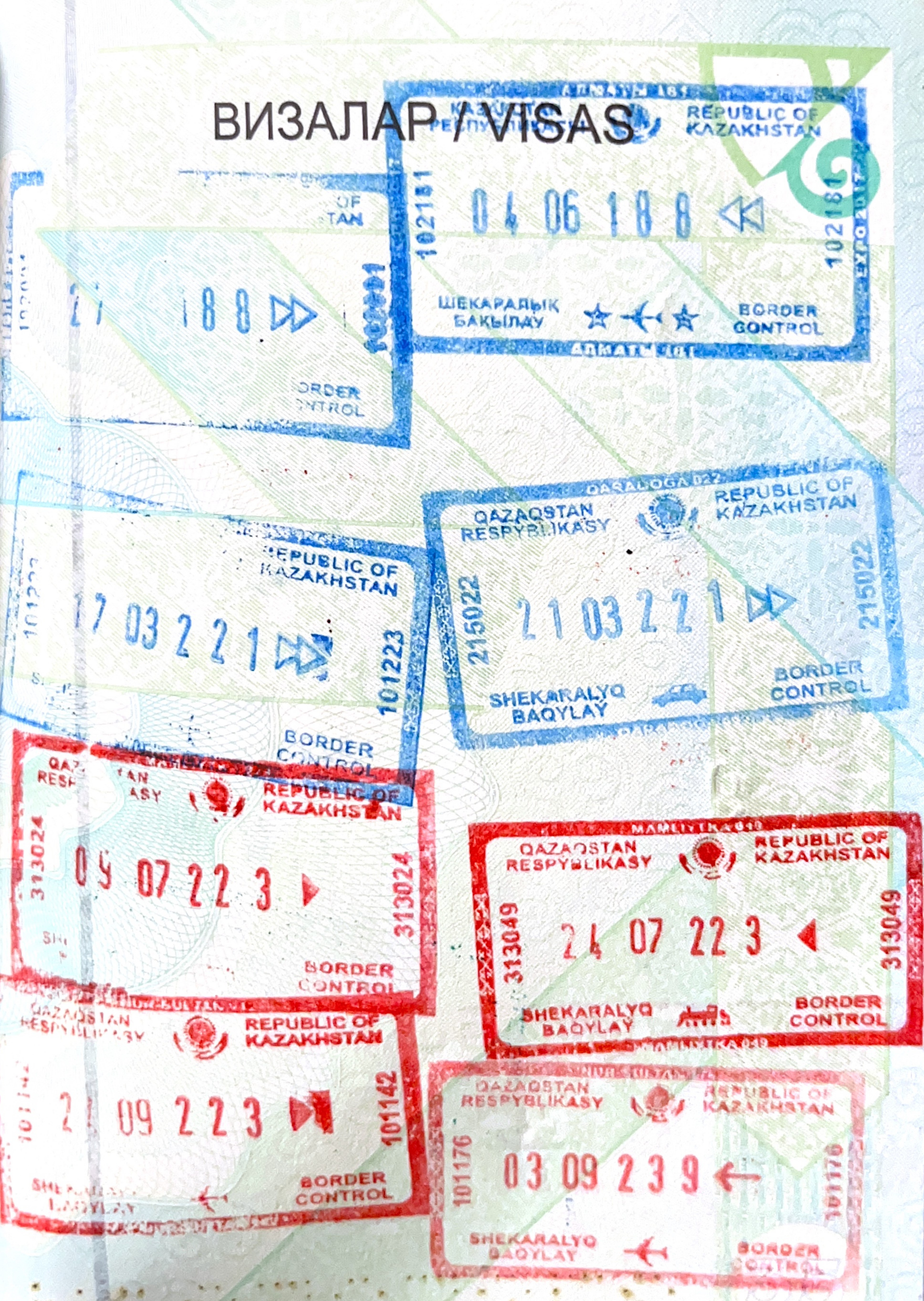
Штампы о въезде и выезде

Без виз 90 дней
Без виз 30 дней
Без виз 14 дней
Требуется виза

## Изменения в визовой политике
| Изменения виз |
| --- |
| Гражданам Армении, Азербайджана, Белоруссии, Грузии, Кыргызстана, Молдовы, России, Таджикистана, Украины и Узбекистана никогда не требовалась виза для въезда в Казахстан. - 2 марта 1992 г.: Турция. - 2 января 1995 г.: Монголия. - 28 мая 2011 г.: Сербия. - 26 июля 2012 г.: Гонконг . - 15 июля 2014 г.: Франция, Германия, Италия, Япония, Южная Корея, Малайзия, Нидерланды, Объединенные Арабские Эмираты, Великобритания и США. - 1 ноября 2014 г.: Аргентина. - 15 июля 2015 г.: Австралия, Бельгия, Финляндия, Венгрия, Монако, Норвегия, Сингапур, Испания, Швеция, Швейцария. - 31 августа 2016 г.: Эквадор. - 6 сентября 2016 г.: Бразилия. - 1 января 2017 г.: Европейский Союз, Канада, Чили, Мексика, Новая Зеландия, Израиль. - 29 сентября 2019 г.: Бахрейн, Колумбия, Индонезия, Кувейт, Лихтенштейн, Оман, Филиппины, Катар, Саудовская Аравия, Таиланд, Ватикан и Вьетнам. - 8 июля 2022 г.: Китай, Индия, Иран. - 14 сентября 2022 г.: Мальдивы. - 27 апреля 2023 г.: Албания. Удалено: - Эстония, Латвия и Литва : 22 октября 1993 г. (возобновлено в 2017 г.) - Венгрия : 6 ноября 1996 г. (обновлено в 2015 г.) - Туркменистан : 1 марта 2001 г. - Куба : 10 января 2005 г. |

## Будущие изменения
В настоящее время Казахстан обсуждает безвизовый режим с Сан-Марино , Северной Македонией , Сейшельскими островами , Оманом , Кубой  . В настоящее время Казахстан ведет переговоры с 26 другими странами о введении безвизового режима. Среди них Австрия, Саудовская Аравия, Бахрейн и другие страны.
21 августа 2023 года в ходе визита Президента Казахстана во Вьетнам был подписан безвизовый режим между странами.

## Электронная виза
С 1 января 2019 года граждане 117 стран могут получить одноразовую визу по приглашению, выданному Миграционной службой Казахстана. Электронные визы доступны гражданам установленных стран для деловых или туристических целей, а электронные визы для медицинских целей доступны для 23 стран. Владельцы электронных виз должны прибыть через международный аэропорт Нурсултан Назарбаев или международный аэропорт Алматы.

## Визы по прибытии
Предварительно оформленную визу сроком до 1 месяца можно получить по прибытии гражданам стран, не имеющих дипломатического представительства Казахстана. Плата составляет около 80 долларов США, необходимо иметь письмо-приглашение и разрешение Министерства иностранных дел Казахстана. Им необходимо осуществить въезд через один из следующих пунктов пропуска:
- Международный аэропорт Актау
- Международный аэропорт Алматы
- Международный аэропорт Хиуаз Доспановой
- Международный аэропорт Маншук Маметовой
- Международный аэропорт Нурсултан Назарбаев

## Типы виз
Казахстан выдает 38 типов виз.
| A                                                                      | |
| Дипломатическая виза                                                   | |
| A1                                                                     | Выдается иностранным высокопоставленным лицам, дипломатам, направляющимся в РК по служебным делам, и дипломатическим курьерам. |
| A2                                                                     | Выдается дипломатам, аккредитованным в РК. |
| Служебная виза                                                         | |
| A3                                                                     | Выдается членам официальных иностранных делегаций, представителям иностранных средств массовой информации, аккредитованным в РК, военнослужащим иностранных государств, направляющимся в РК по служебным делам и лицам, находящимся на их иждивении, владельцам паспортов международных организаций, дипломатическим курьерам, если они не имеют дипломатический паспорт, владельцам служебных паспортов, направляющимся в РК по служебным делам |
| A4                                                                     | Выдается членам административно-технического и обслуживающего персонала дипломатических представительств и консульских учреждений |
| Инвесторская виза                                                      | |
| A5                                                                     | Выдается руководителям и заместителям руководителя структурных подразделений юридических лиц, осуществляющих инвестиционную деятельность на территории РК и членам их семей |
| B                                                                      | |
| Виза для деловой поездки                                               | |
| B1                                                                     | Выдается участникам конференций, совещаний, лицам, сопровождающим гуманитарную помощь; лицам, прибывающим с целью ведения занятий в учебных заведениях, участникам программ молодежных, студенческих и школьных обменов |
| B2                                                                     | Выдается лицам, прибывающим с целью монтажа и технического обслуживания оборудования; лицам, прибывающим с целью оказания консультационных или аудиторских услуг |
| B3                                                                     | Выдается лицам, прибывающим для проведения переговоров, заключения контрактов; учредителям или членам совета директоров |
| Виза для осуществления международных автомобильных перевозок           | |
| B4                                                                     | Выдается лицам, осуществляющим международные автомобильные перевозки |
| Виза для членов экипажей авиа, морских, речных судов и поездных бригад | |
| B5                                                                     | Выдается членам экипажей авиа, морских, речных судов и поездных бригад |
| Виза для участия в религиозных мероприятиях                            | |
| B6                                                                     | Выдается лицам, направляющимся в РК для участия в мероприятиях религиозного объединения (за исключением миссионерской деятельности) |
| Виза для прохождения учебной практики или стажировки                   | |
| B7                                                                     | Выдается лицам, направляющимся в РК для прохождения учебной практики или стажировки, а также членам их семей |
| Виза для постоянного проживания                                        | |
| B8                                                                     | Выдается лицам, направляющимся в РК для получения разрешения на постоянное проживание |
| Виза для частной поездки                                               | |
| B10                                                                    | Выдается лицам, направляющимся в Республику Казахстан по частным делам, на похороны или в случаях болезни родных/близких - при наличии подтверждающих документов |
| Виза для усыновления (удочерения) граждан РК                           | |
| B11                                                                    | Выдается лицам, направляющимся в РК для усыновления граждан РК |
| Виза с целью туризма                                                   | |
| B12                                                                    | Выдается лицам, направляющимся в РК в качестве туристов |
| Виза для транзитного проезда                                           | |
| B13                                                                    | Выдается лицам, направляющимся в РК для транзитного проезда через территорию РК |
| Виза для выезда с территории РК                                        | |
| B14                                                                    | Выдается лицам, постоянно проживающим в РК, при выезде за пределы РК на постоянное место жительства |
| B15                                                                    | Выдается лицам, утратившим на территории РК паспорт |
| B16                                                                    | Выдается лицам, в отношении которых приняты решения о сокращении срока пребывания в РК |
| B17                                                                    | Выдается лицам, в отношении которых приняты постановления о привлечении к административной ответственности, не связанные с выдворением, если отсутствуют основания для их дальнейшего пребывания в РК |
| B18                                                                    | Выдается лицам, прибывшим в РК или пребывающим в РК без виз, если отсутствуют основания для их дальнейшего пребывания в РК |
| B19                                                                    | Выдается лицам, отбывшим наказание или освобожденным от наказания, а также лицам, у которых истек срок пробационного контроля, отсрочки исполнения наказания |
| B20                                                                    | Выдается лица, представившим доказательство форс-мажорных обстоятельств, задержки или отмены рейса, отправления поезда или иного транспортного средства, препятствующих покинуть территорию РК до истечения срока действия визы или разрешенного безвизового срока пребывания |
| B21                                                                    | Выдается лицам, которые сообщили о совершении в отношении них деяний, признаваемых в соответствии с УК РК тяжким или особо тяжким преступление |
| B22                                                                    | Выдается лицам, привлекавшимся к уголовной ответственности, в отношении которых уголовное дело прекращено, а также иным лицам, с которых сняты законные ограничения на выезд из РК |
| C                                                                      | |
| Виза для постоянного проживания                                        | |
| C1                                                                     | Выдается этническим казахам, направляющимся или пребывающим на территории РК с целью постоянного проживания |
| Виза для воссоединения семьи                                           | |
| C2                                                                     | Выдается лицам, являющимся членами семьи граждан РК, постоянно проживающих в РК, этнических казахов и бывших соотечественников и получивших разрешение на временное проживание в РК (сроком не менее двух лет), иностранцев и лиц без гражданства, постоянно проживающих в РК, а также бизнес-иммигрантов. |
| Виза для осуществления трудовой деятельности                           | |
| C3                                                                     | Выдается лицам, следующим в РК, либо находящимся в РК с целью осуществления трудовой деятельности, а также членам их семей |
| C4                                                                     | Выдается лицам, следующим в РК либо находящимся в РК, для самостоятельного трудоустройства по профессиям, востребованным в приоритетных отраслях экономик |
| C5                                                                     | Выдается бизнес-иммигрантам |
| C6                                                                     | Выдается сезонным иностранным работникам |
| Виза для осуществления миссионерской деятельности                      | |
| C7                                                                     | Выдается лицам, направляющимся в РК для осуществления миссионерской деятельности, а также членам их семей |
| Виза по гуманитарным мотивам                                           | |
| C8                                                                     | Выдается волонтерам, прибывающим в РК для оказания услуг в сфере образования, здравоохранения и социальной помощи на безвозмездной основе, а также лицам, прибывающим в РК в рамках международных договоров, ратифицированных РК, с целью оказания благотворительной, гуманитарной помощи и предоставления грантов. |
| Виза для получения образования                                         | |
| C9                                                                     | Выдается для поступления в организации среднего, технического и профессионального, послесреднего, высшего и послевузовского образования |
| Виза для частной поездки (этнические казахи)                           | |
| C10                                                                    | Выдается этническим казахам |
| Виза для несовершеннолетних граждан                                    | |
| C11                                                                    | Выдается лицам, не достигшим совершеннолетия (до 18 лет) |
| Виза для лечения                                                       | |
| C12                                                                    | Выдается лицам, направляющимся в РК для лечения, медицинского обследования или консультаций, а также сопровождающим лицам; лицам, направляющимся в РК с целью ухода за близкими родственниками |

## Статистика посетивших страну
| Год           | Количество посетителей |
| ------------- | ---------------------- |
| 1992-1995 гг. | Нет данных             |
| 1996 год      | ▲ 202 000              |
| 1997 год      | ▲ 284 000              |
| 1998 год      | ▼ 257 000              |
| 1999 год      | ▲ 394 000              |
| 2000 г.       | ▲ 1 683 000            |
| 2001 г.       | ▲ 1 693 000            |
| 2002 г.       | ▲ 3 678 000            |
| 2003 г.       | ▼ 3 237 000            |
| 2004 г.       | ▲ 4 291 000            |
| 2005 г.       | ▲ 4 365 000            |
| 2006 г.       | ▲ 4 707 000            |
| 2007 год      | ▲ 5 311 000            |
| 2008 год      | ▼ 4 117 000            |
| 2009 год      | ▼ 3 774 000            |
| 2010 год      | ▲ 4 097 000            |
| 2011 г.       | ▲ 5 685 000            |
| 2012 год      | ▲ 6 163 000            |
| 2013          | ▲ 6 841 000            |
| 2014 год      | ▼ 6 333 000            |
| 2015 год      | ▲ 6 430 000            |
| 2016 год      | ▲ 6 509 000            |
| 2017 год      | ▲ 7 701 000            |
| 2018 год      | ▲ 8 789 000            |
| 2019 год      | ▼ 8 115 000            |
| 2020 год      | ▼ 2 035 000            |

Большинство лиц, посещающих Казахстан, приезжают из следующих стран:
| Страна           | 2017 год    | 2016 год    | 2015 год    | 2014 год    | 2013        |
| ---------------- | ----------- | ----------- | ----------- | ----------- | ----------- |
| Узбекистан       | ▲ 3 344 577 | ▲ 2 459 757 | ▲ 2 297 180 | ▼ 2 107 177 | ▲ 2 494 568 |
| Россия           | ▲ 1 708 873 | ▼ 1 587 409 | ▼ 1 646 568 | ▼ 1 757 721 | ▲ 1 780 574 |
| Кыргызстан       | ▼ 1 273 378 | ▼ 1 348 709 | ▲ 1 359 625 | ▼ 1 308 139 | ▼ 1 382 706 |
| Таджикистан      | ▲ 383 368   | ▲ 207 009   | ▲ 158 507   | ▼ 137 443   | ▲ 186 214   |
| Азербайджан      | ▲ 110 810   | ▲ 94 846    | ▲ 89 296    | ▼ 83 174    | ▲ 112 617   |
| Германия         | ▲ 99 396    | ▲ 90 286    | ▲ 88 346    | ▲ 79 572    | ▼ 75 491    |
| Турция           | ▲ 98 840    | ▼ 89 611    | ▲ 106 301   | ▲ 104 986   | ▲ 92 070    |
| Китай            | ▼ 94 817    | ▲ 117 465   | ▼ 111 706   | ▲ 228 617   | ▲ 205 066   |
| Беларусь         | ▲ 70 810    | ▲ 63 520    | ▲ 62 786    | ▲ 55 356    | ▲ 55 090    |
| Украина          | ▼ 66 041    | ▼ 73 390    | ▲ 97 100    | ▲ 84 932    | ▲ 82 971    |
| Туркменистан     | ▲ 63 249    | ▼ 63 156    | ▲ 69 230    | ▲ 66 938    | ▲ 47 711    |
| Республика Корея | ▲ 30 582    | ▲ 22 276    | ▲ 22 046    | ▲ 20 445    | ▼ 16 620    |
| США              | ▲ 29 632    | ▼ 26 402    | ▲ 29 124    | ▲ 25 824    | ▼ 22 508    |
| Армения          | ▲ 26 169    | ▼ 26 097    | ▼ 37 461    | ▼ 39 934    | ▲ 54 244    |
| Индия            | ▲ 21 890    | ▲ 13 975    | ▲ 11 170    | ▲ 10 725    | ▼ 9 929     |
| Великобритания   | ▲ 21 341    | ▼ 20 166    | ▲ 24 201    | ▲ 23 036    | ▼ 22 389    |
| Итого            | ▲ 7 701 196 | ▲ 6 509 390 | ▲ 6 430 158 | ▼ 6 332 734 | ▲ 6 841 085 |

- Внешняя политика Казахстана
- Паспорт гражданина Республики Казахстан
- Визовые требования для граждан Казахстана